# Jean-François Coindet
Pour les articles homonymes, voir Coindet.
Jean-François Coindet (né le 12 juillet 1774 à Genève et mort le 11 février 1834 à Nice) est un médecin et chercheur suisse. Il a introduit l'iode comme traitement du goitre.

## Biographie
Jean-François Coindet est le fils de Jean Jaques Coindet, bourgeois protestant de Genève, originaire d'Annecy, et de Françoise Catherine Gros. Après des études à Genève il part, en 1792, faire des études de médecine à Edimbourg où il rencontre Catherine Walker, qu'il épouse. Ils auront deux enfants Jean-Charles et Jean-Jacques François. Jean-Charles fera également ses études de médecine à Edimbourg et reviendra à Genève où il travaillera avec son père. Jean-Jacques François (dit John) sera un peintre paysagiste. 
Jean-François Coindet obtient son doctorat en médecine en 1797, après avoir soutenu sa thèse De Variolis. 
À son retour à Genève, en 1799, Jean-François Coindet obtient le poste de médecin-chef à l'hôpital de Genève. Il occupe ce poste jusqu'en 1831. Genève est annexée à la France de 1798 à 1814, elle est la capitale du département du Léman. Lorsque Genève retrouve son indépendance J.F. Coindet devient membre du Conseil Représentatif Genevois, et le restera jusqu'en 1834. En 1817, il est le rédacteur en chef de la revue Bibliothèque Universelle des Sciences, Belles-Lettres et Arts, Sciences (Genève). En 1823 il  fonde la Société médicale de Genève. 
Coindet publie les résultats de son traitement à l'iode pour le goitre d'abord à la Société Helvétique des Sciences Naturelles à Genève le 21 juillet 1820, puis dans les Annales de Chimie et de Physique (Paris). Il complète ces articles par un autre attirant l'attention sur les précautions d'emploi, compte tenu des effets secondaires.  En 1831, il reçoit un grand prix de l'Académie des sciences de Paris. Il est le médecin de personnalités dont Alphonse de Lamartine et son épouse Marianne.

## Publications
Mémoire sur l'hydrencéphale ou céphalite interne hydrencéphalique,  Paris, 1817, J.-J. Paschoud, 283 p. lire en ligne sur Gallica